# Гуйчжоу
Гуйчжо́у (кит. упр. 贵州, пиньинь Gùizhōu) — горная многонациональная провинция на юго-западе Китая. Согласно переписи 2020 года в Гуйчжоу проживало 38,562 млн человек.

## География
Провинция занимает площадь в 174 976 км² (16-е место). На севере Гуйчжоу граничит с провинцией Сычуань и городом специального подчинения Чунцин, на западе — с провинцией Юньнань, на юге — с Гуанси-Чжуанским автономным районом, а на востоке — с провинцией Хунань. По количеству природных объектов Всемирного наследия Гуйчжоу является лидером в стране. 
97 % общей площади Гуйчжоу приходится на горы и холмы, восток и юг относительно плоские. Провинция занимает восточную часть плато Юньгуй. Средняя высота над уровнем моря составляет 1000 метров. Лесистость на территории провинции повысилась с 47 % в 2012 году до 62,12 % в 2021 году. 

### Климат
Климат влажный субтропический. Среднегодовая температура — 14-16 °С, январская — 1-10 °С, июльская — 17-28 °С.

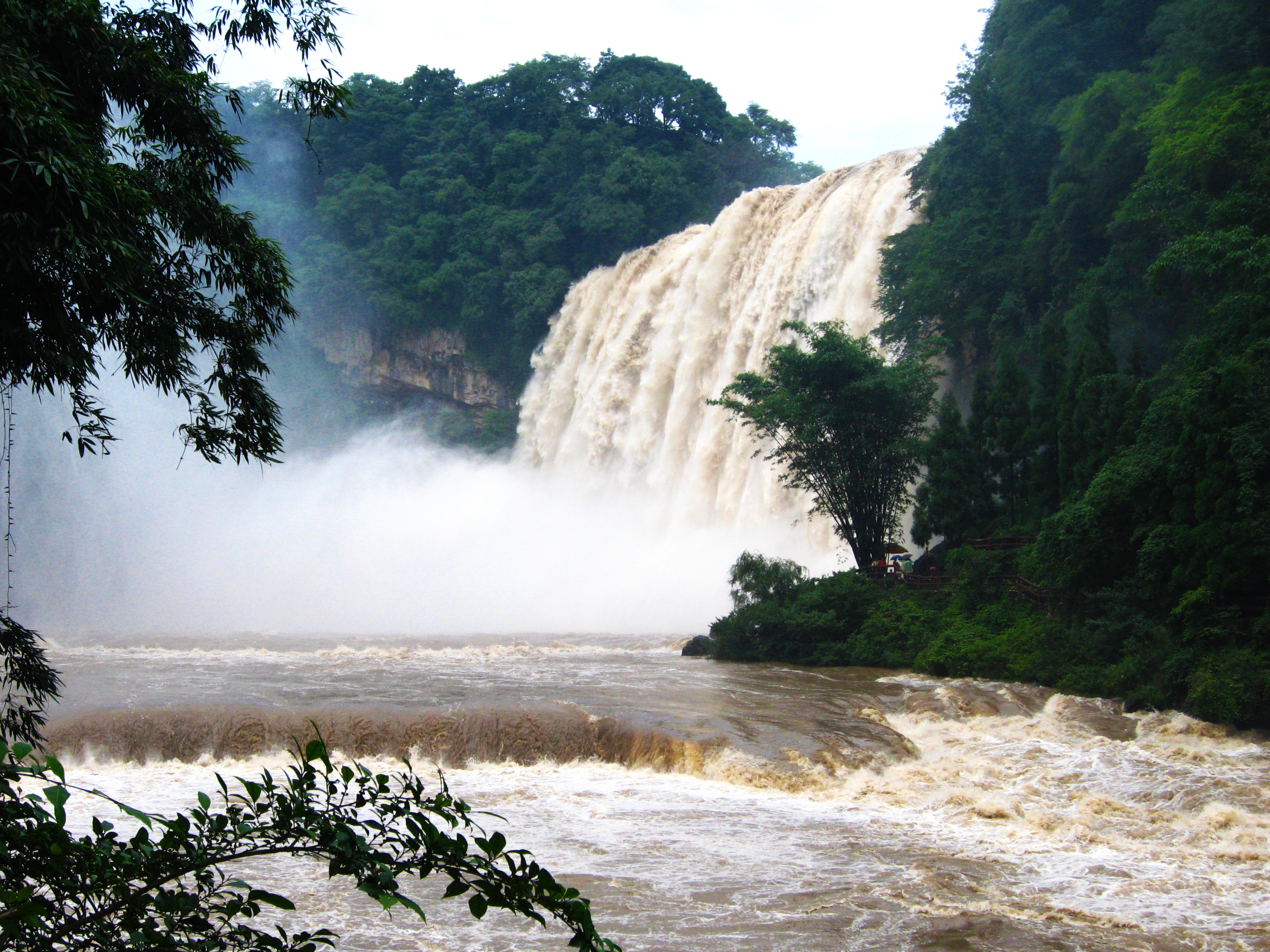
Водопад Хуангошу
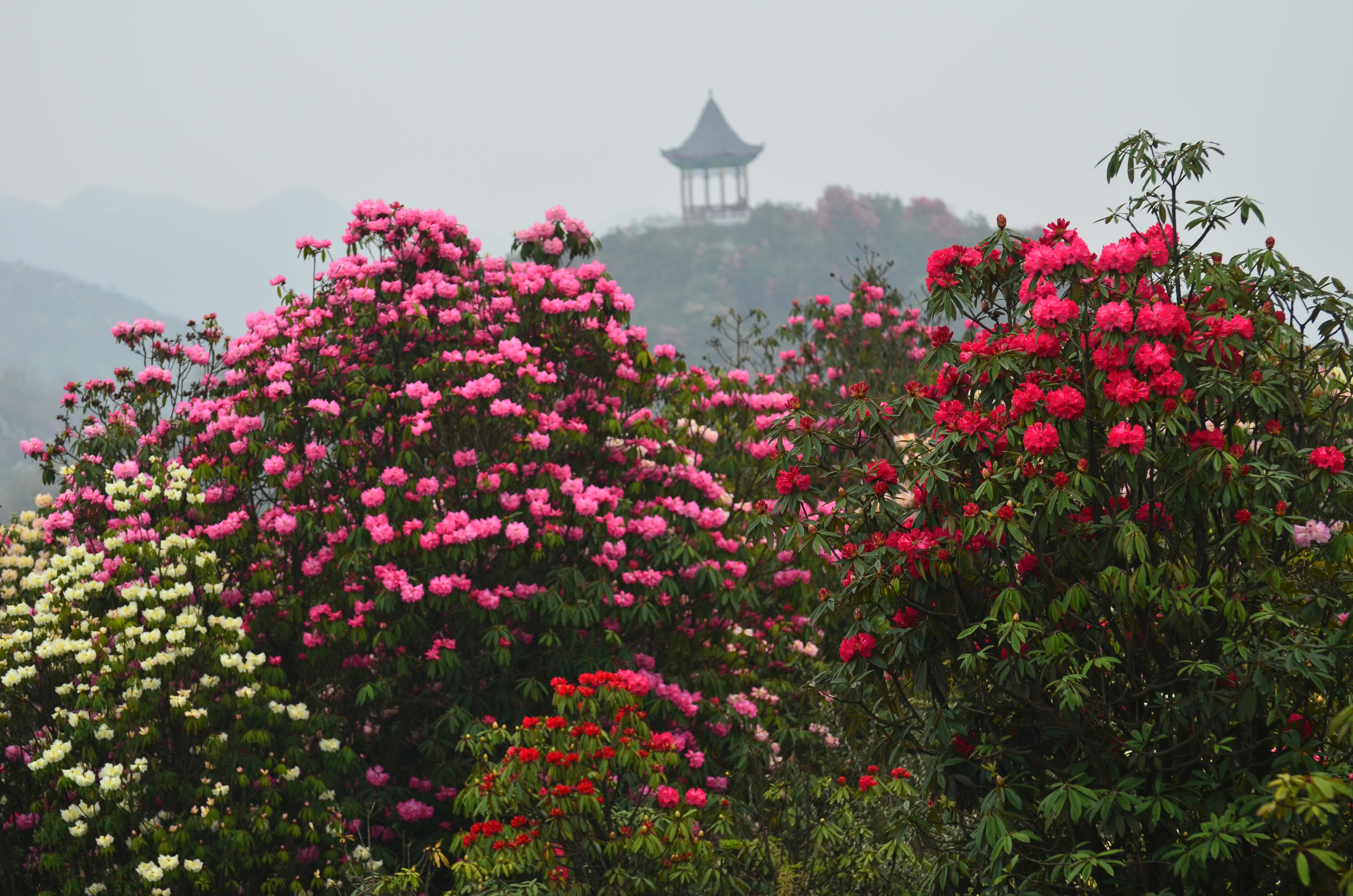
Рододендровый лес в округе Бицзе
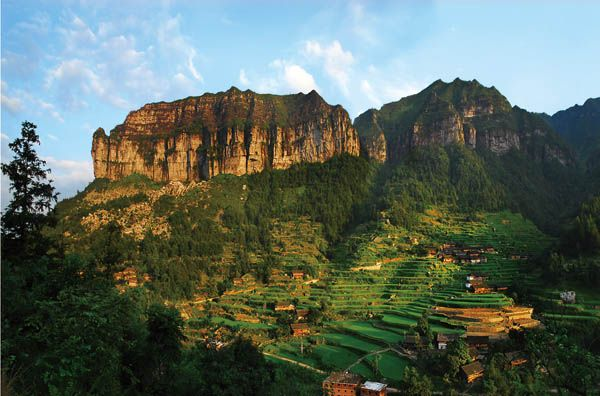
Юньнань-Гуйчжоуское плато
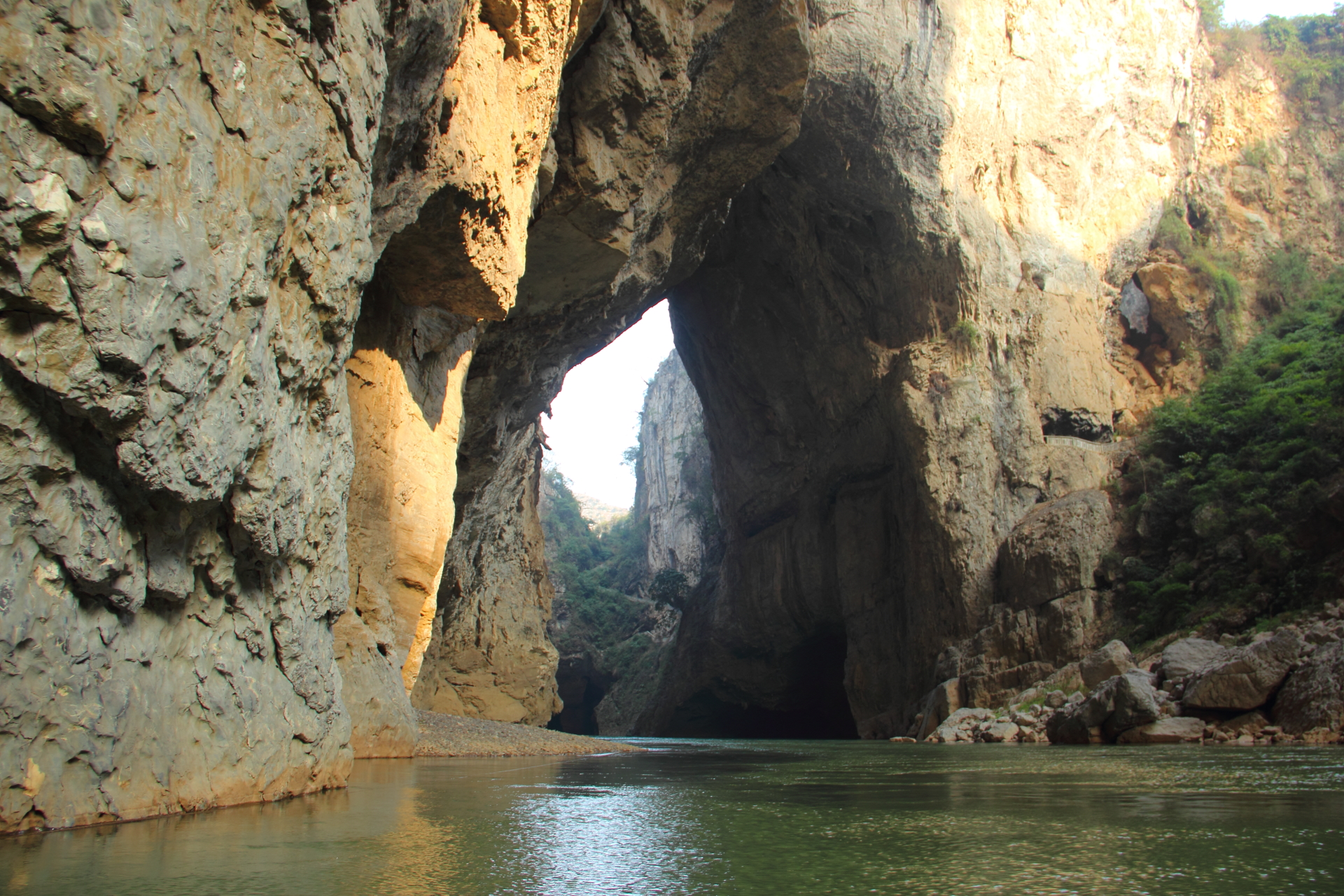
Природный мост

## История
В античные времена восточные земли современной провинции Гуйчжоу вошли в состав царства Чу, где были включены в состав округа Цяньчжун (黔中郡) — с того времени топоним «Цянь» (黔) является синонимом для Гуйчжоу.
Во времена империи Сун вожди племён, проживавших в районе современного Гуйяна — «знатные люди» — добровольно покорились империи Сун, после чего в сунских документах впервые появился термин «Гуйчжоу»: «область знатных».
Во времена империи Мин была официально создана провинция Гуйчжоу.

## Административное деление
Гуйчжоу делится на 9 единиц окружного уровня (6 городских округов и 3 автономных округа).
| Карта | №                          | Русское название       | Китайское название                  | Пиньинь          | Статус |
| ----- | -------------------------- | ---------------------- | ----------------------------------- | ---------------- | ------ |
|       |                            |                        |                                     |                  |        |
| 1     | Бицзе                      | 毕节市                 | Bìjíe Shì                           | Городской округ  |        |
| 2     | Цзуньи                     | 遵义市                 | Zūnyì Shì                           | Городской округ  |        |
| 3     | Тунжэнь                    | 铜仁市                 | Tóngrén Shì                         | Городской округ  |        |
| 4     | Люпаньшуй                  | 六盘水市               | Liùpánshuǐ Shì                      | Городской округ  |        |
| 5     | Аньшунь                    | 安顺市                 | Ānshùn Shì                          | Городской округ  |        |
| 6     | Гуйян                      | 贵阳市                 | Guìyáng Shì                         | Городской округ  |        |
| 7     | Цяньсинань-Буи-Мяоский АО  | 黔西南布依族苗族自治州 | Qiánxī'nán Bùyīzú Miáozú Zìzhìzhōu  | Автономный округ |        |
| 8     | Цяньнань-Буи-Мяоский АО    | 黔南布依族苗族自治州   | Qiánnán Bùyīzú Miáozú Zìzhìzhōu     | Автономный округ |        |
| 9     | Цяньдуннань-Мяо-Дунский АО | 黔东南苗族侗族自治州   | Qiándōngnán Miáozú Dòngzú Zìzhìzhōu | Автономный округ |        |

## Население

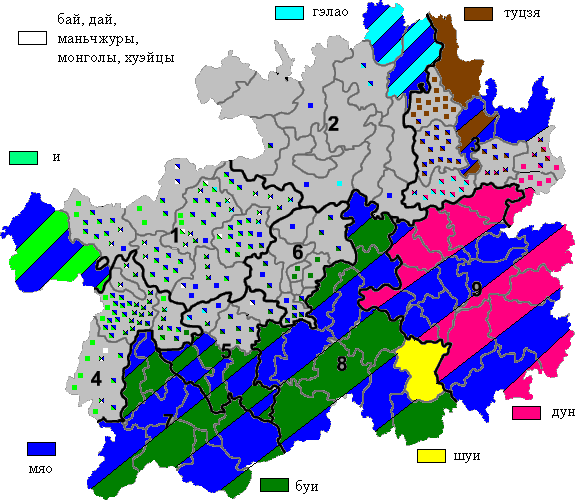
Автономии в Гуйчжоу

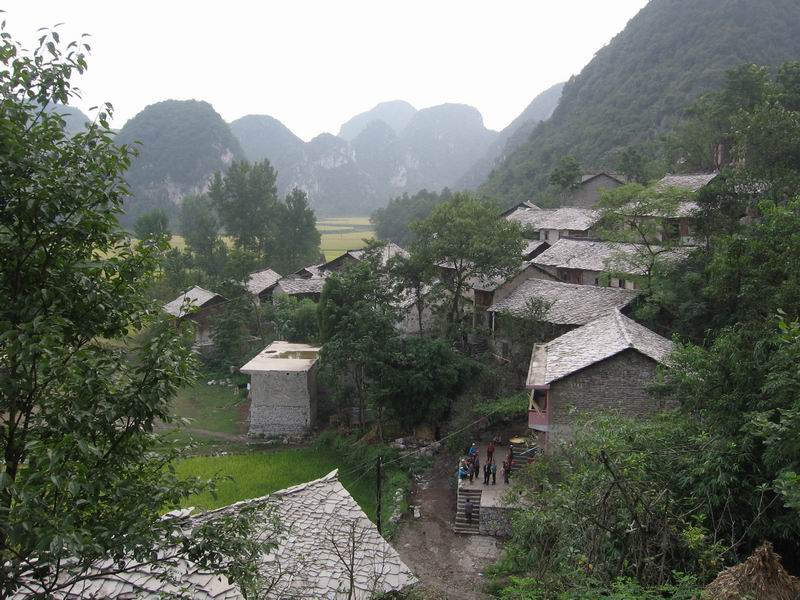
Деревня Шитоу в Гуйчжоу

Ханьцы составляют 62 % населения этой провинции, 37 % относятся к меньшинствам, среди которых мяо насчитывают 4,3 млн, буи — 2,084 млн, дунь — 1,63 млн, туцзя — 1,144 млн, гэлао — 560 тыс., шуйцы — 322 тыс., бай — 143 тыс. человек. 
Более половины (55 %) территории провинции занимают различные автономии национальных меньшинств.
- Ханьцы — 62 %
- Мяо — 12 %
- Буи — 8 %
- Дун — 5 %
- Туцзя — 4 %
- И — 2 %
- Неидентифицированные народы — 2 %
- Гэлао — 2 %
- Шуйцы — 1 %

В 2011 — 2021 годах провинция вывела из нищеты 9,23 млн жителей 66 бедных уездов и переселила 1,92 млн человек из гор в более пригодные для проживания районы.

## Экономика

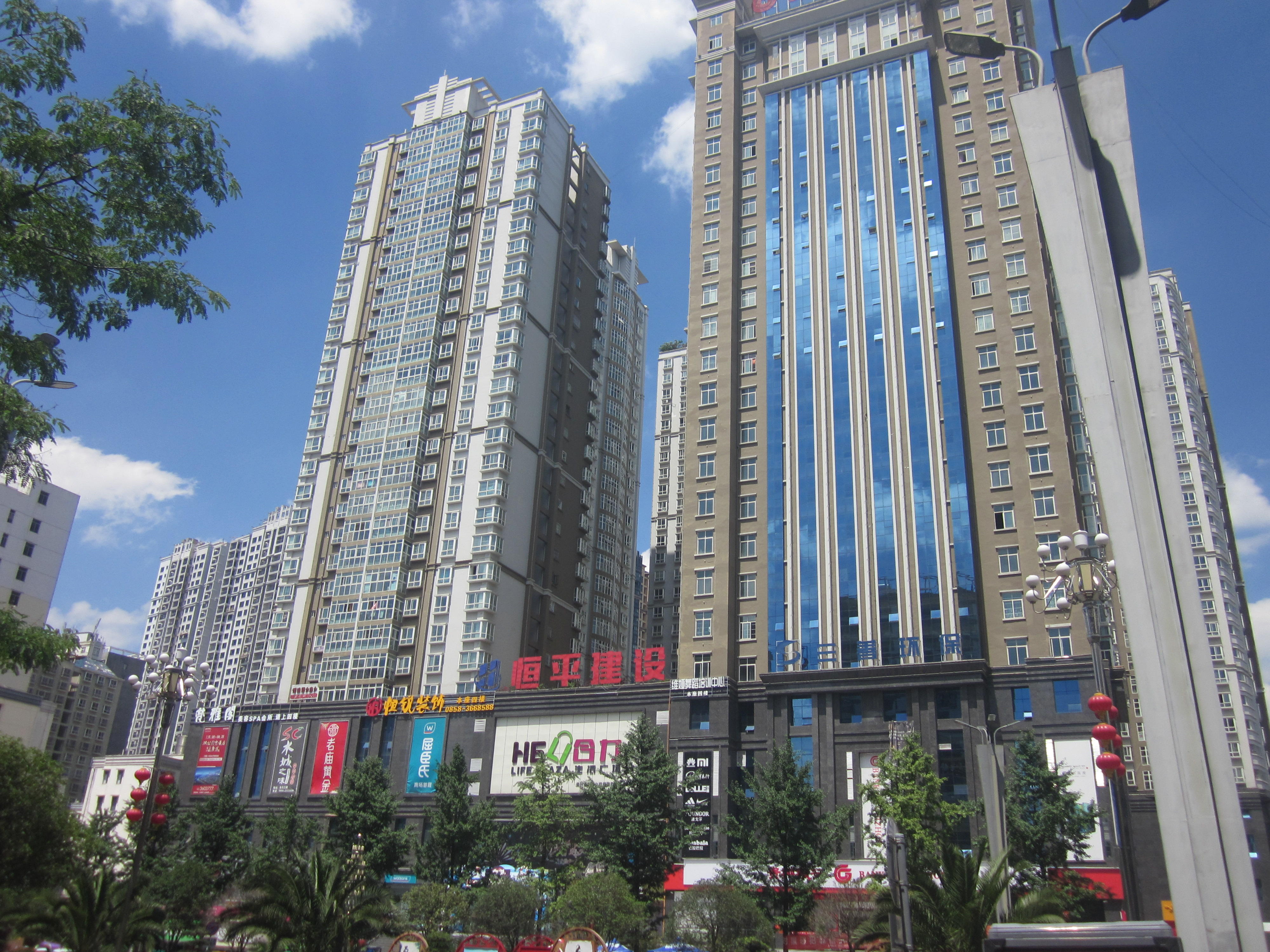
Здание The Guizhou Bank в Паньчжоу

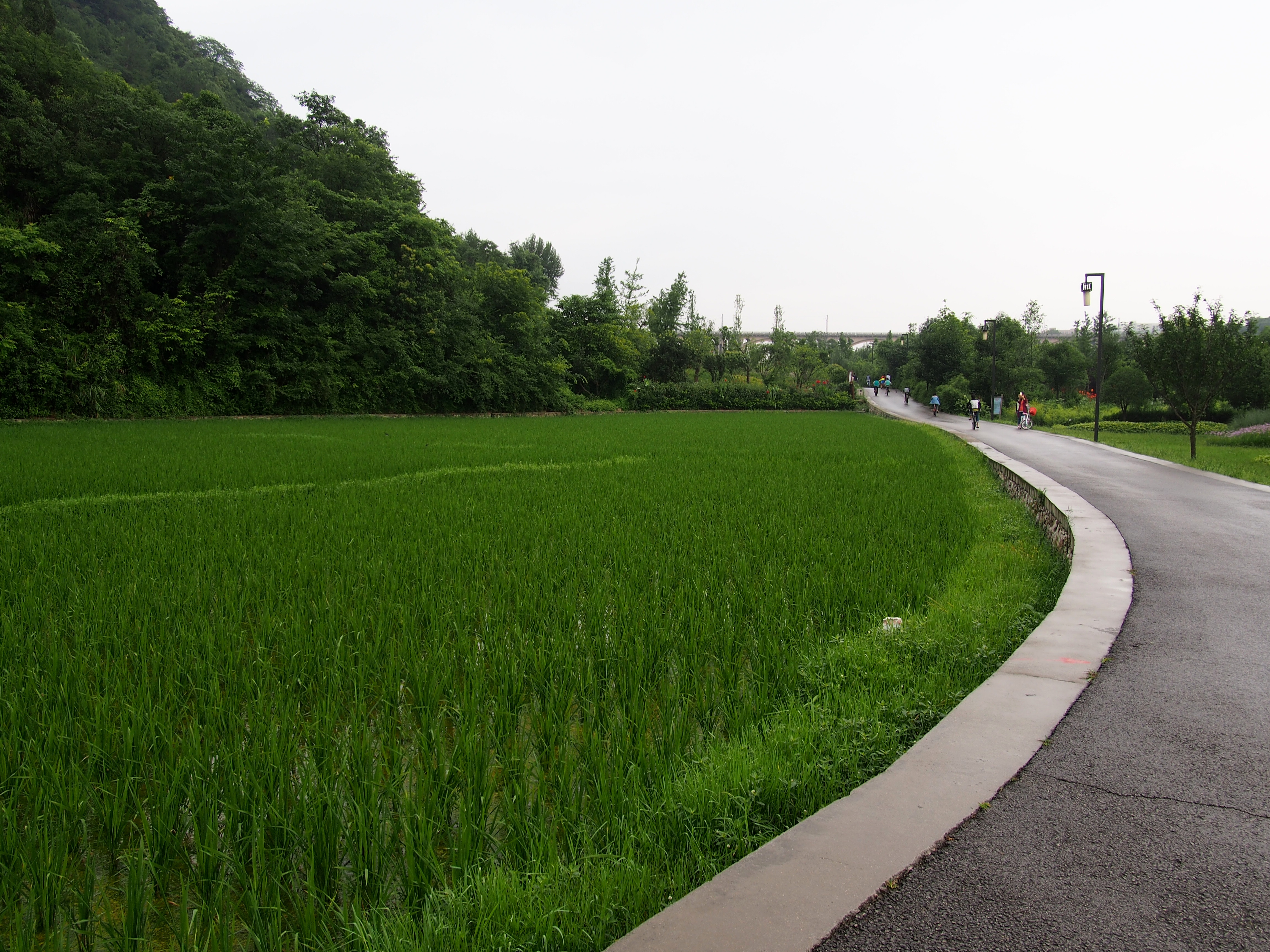
Рисовое поле

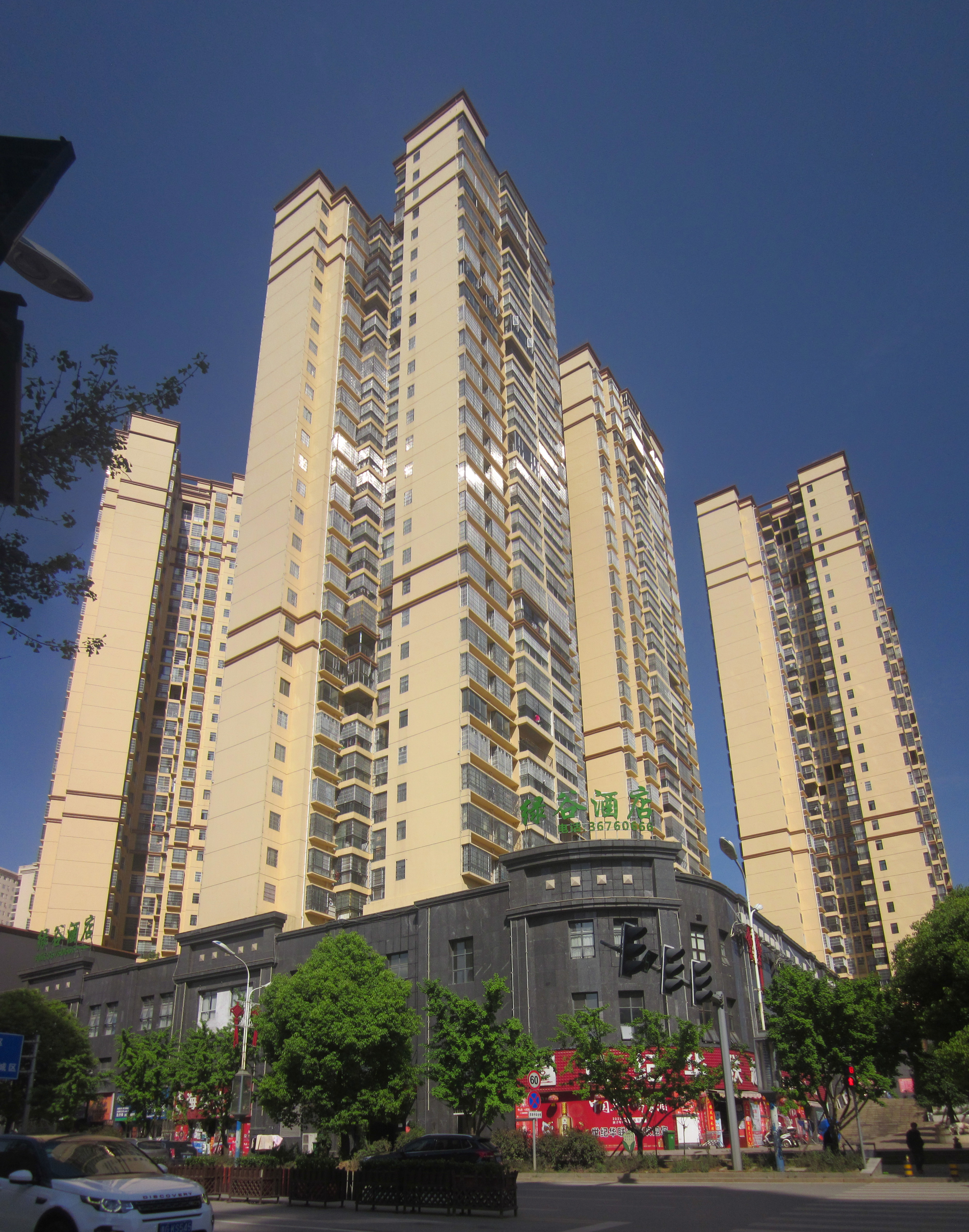
Высотная застройка в Чжэньнине

В Гуйчжоу развиты добыча и переработка ресурсов, тепловая и гидроэнергетика, производство аккумуляторов, электромобилей, вычислительной техники, алкогольных напитков, химической продукции и промышленного оборудования, сельское хозяйство и туризм. 
Важное значение в экономике Гуйчжоу играет цифровая экономика: провинция является крупнейшим центром больших данных и облачных вычислений Китая, здесь получили значительное развитие сети 5G и производство программного обеспечения.
Доля цифровой экономики в ВРП Гуйчжоу выросла с 23,6 % в 2017 году до 39,1 % в 2022 году.

### Сельское хозяйство
По состоянию на конец 2020 года в Гуйчжоу насчитывалось более 466,6 тыс. гектаров чайных плантаций, по этому показателю провинция занимала первое место в Китае. В 2020 году общая стоимость производства в чайной отрасли Гуйчжоу достигла 50,4 млрд юаней (около 7,8 млрд долл. США), увеличившись на 11,7 % по сравнению с 2019 годом. В общей сложности 3,4 млн человек заняты в отраслях, связанных с чайным сектором Гуйчжоу, при этом их годовой доход на душу населения превысил 12,3 тыс. юаней. Годовой объём производства на 270 ведущих предприятиях по производству чая достиг 436 тыс. тонн. В 2020 году провинция экспортировала почти 6578 тонн чайных листьев. Общая стоимость экспорта превысила 230 млн долл. США, увеличившись на 91,7 % в годовом исчислении.

### Промышленность
Пищевая промышленность играет ключевую роль в экономике провинции. Главными отраслями являются производство крепких спиртных напитков и упакованного чая. Компания Kweichow Moutai является крупнейшим китайским производителем байцзю.
Запасы фосфоритов в Гуйчжоу занимают третье место в Китае. Активно развивается производство аккумуляторных батарей и материалов для отрасли новой энергетики (особенно фосфатов для литий-железо-фосфатных аккумуляторов).

### Телекоммуникации
По состоянию на май 2022 года в Гуйчжоу было установлено 56 тыс. базовых станций 5G; по состоянию на февраль 2023 года — 84,3 тыс. базовых станций 5G. К концу марта 2023 года в Гуйчжоу работало 87 тыс. базовых станций 5G, а общая протяженность оптического кабеля превысила 1,9 млн км.

### Энергетика
В Гуйчжоу активно развивается «зелёная» энергетика, в том числе солнечная и ветровая. По итогам 2023 года объем сгенерированной ВЭС и СЭС электроэнергии в провинции Гуйчжоу вырос на 15 % до 23,97 млрд кВт-ч. По состоянию на конец 2023 года, установленная мощность ветряных и солнечных электростанций в Гуйчжоу составила более 27 % от общих установленных мощностей провинции.

### Внешняя торговля
В 2020 году общий объём внешней торговли провинции Гуйчжоу составил 54,65 млрд юаней, количество внешнеторговых партнеров увеличилось до 183 стран. В первую пятёрку торговых партнеров Гуйчжоу вошли Гонконг (18,26 млрд юаней), АСЕАН (8,73 млрд юаней), Европейский союз, Тайвань и Соединённые Штаты. Внешнеторговый оборот между Гуйчжоу и странами, расположенными вдоль «Пояса и пути», вырос на 23,4 % до 13,47 млрд юаней. Совокупный объём внешней торговли трёх комплексных бондовых зон в городах Гуйян, Гуйань (Аньшунь) и Цзуньи достиг 7,41 млрд юаней (+ 30,6 %), что составило 13,6 % от общего объёма внешней торговли провинции.

### Туризм
Ввиду удалённости провинции здесь наиболее развит внутренний туризм. В первой половине 2021 года Гуйчжоу посетили в общей сложности 327 миллионов туристов (+ 89,7 % в годовом исчислении), а доходы провинции от туризма достигли 311,27 млрд юаней (+ 118,59 % в годовом исчислении). Особой популярностью пользуются туры с посещением мостов, с которых открываются красивые пейзажи или на которых оборудованы точки для экстремальных видах спорта. 
Уезд Чжэньюань признан важной архитектурной достопримечательностью — это место паломничества туристов со всего Китая, «китайская Венеция». Главная достопримечательность — «Пещера зелёного дракона», где расположены храмы конфуцианства, даосизма и буддизма (в годы культурной революции многие древние изображения божеств в храмах были уничтожены).
В Гуйчжоу 36 действующих термальных источников (средняя температура вырывающейся наружу воды — 70-80 градусов, но ее охлаждают до комфортных значений; часто в купальнях на свежем воздухе находятся каменные ванны, в которые иногда добавляют китайские травы или чай).
Посёлок Шицянь (в 80 км от Чжэньюань) на северо-востоке провинции считается столицей китайских термальных источников; ежегодно сюда приезжает около миллиона внутренних туристов. Бьющая из разломов целебная вода, в которой содержится более 20 неорганических соединений, поступает не только в купальни, но и частично в городскую систему водоснабжения.

### Благосостояние
В 2021 году располагаемый доход на душу населения в городах и поселках городского типа провинции оценивался в 39 211 юаней (5 807 долл. США), эта цифра в сельской местности составляла 12 856 юаней (1 904 долл. США ), что соответственно в 2,1 и 2,7 раза больше, чем в 2012 году.

## Транспорт
Провинция Гуйчжоу расположена на Юньнань-Гуйчжоуском нагорье и имеет крайне пересечённую местность, где преобладают горы, холмы и речные долины. Начиная с 2013 года, Гуйчжоу для улучшения транспортного сообщения активно развивает строительство дорог. В 2015 году в провинции открылись скоростные автомагистрали между уездами, в 2017 году были проложены дороги, соединяющие деревни. По состоянию на 2023 год Гуйчжоу занимала четвертое место в стране по протяжённости скоростных автомагистралей (8331 км); по всей провинции насчитывалось более 30 тысяч построенных мостов. Среди 100 самых высоких мостов в мире около половины находилось в Гуйчжоу, из первых 10 четыре – в этой китайской провинции. 

### Железнодорожный
За период с 2012 по 2021 года общая протяжённость скоростных железнодорожных магистралей в провинции увеличилась с 2 630 км до 8 010 км.

## Культура

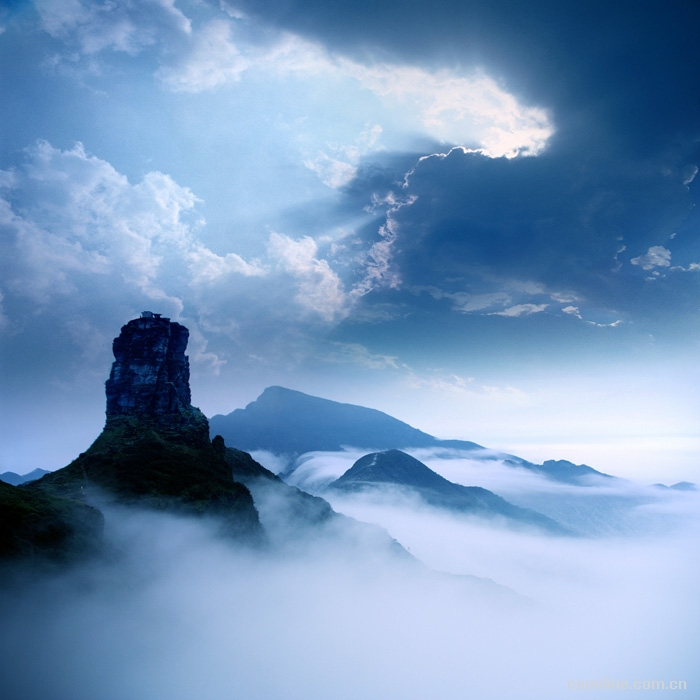
Объект всемирного наследия Фаньцзиншань в провинции Гуйчжоу

В список Всемирного наследия ЮНЕСКО занесены следующие объекты, расположенные на территории провинции Гуйчжоу:
- Карст Либо — участок Южно-Китайского карста[1];
- Карст Шибин — участок Южно-Китайского карста[1];
- Чишуй[кит.] — участок ландшафтов Данься[1];
- Реликвии крепости Хайлунтунь[кит.] — в составе Архитектурного комплекса китайских правителей «тусы»[кит.][1];
- Объект Фаньцзиншань[кит.] в горах Улиншань[1].

Провинция славится национальными праздниками (по статистике ежегодно отмечается более 1000 праздников — самым крупным считается Новый год, который выпадает на разное время в промежутке между сентябрем и декабрем, его отмечают почти две недели; ежегодный бой буйволов и пр).
В древности Гуйчжоу характеризовали поговоркой: «Нет подряд трёх ясных дней» (кит. упр. 天无三日晴).

## Наука

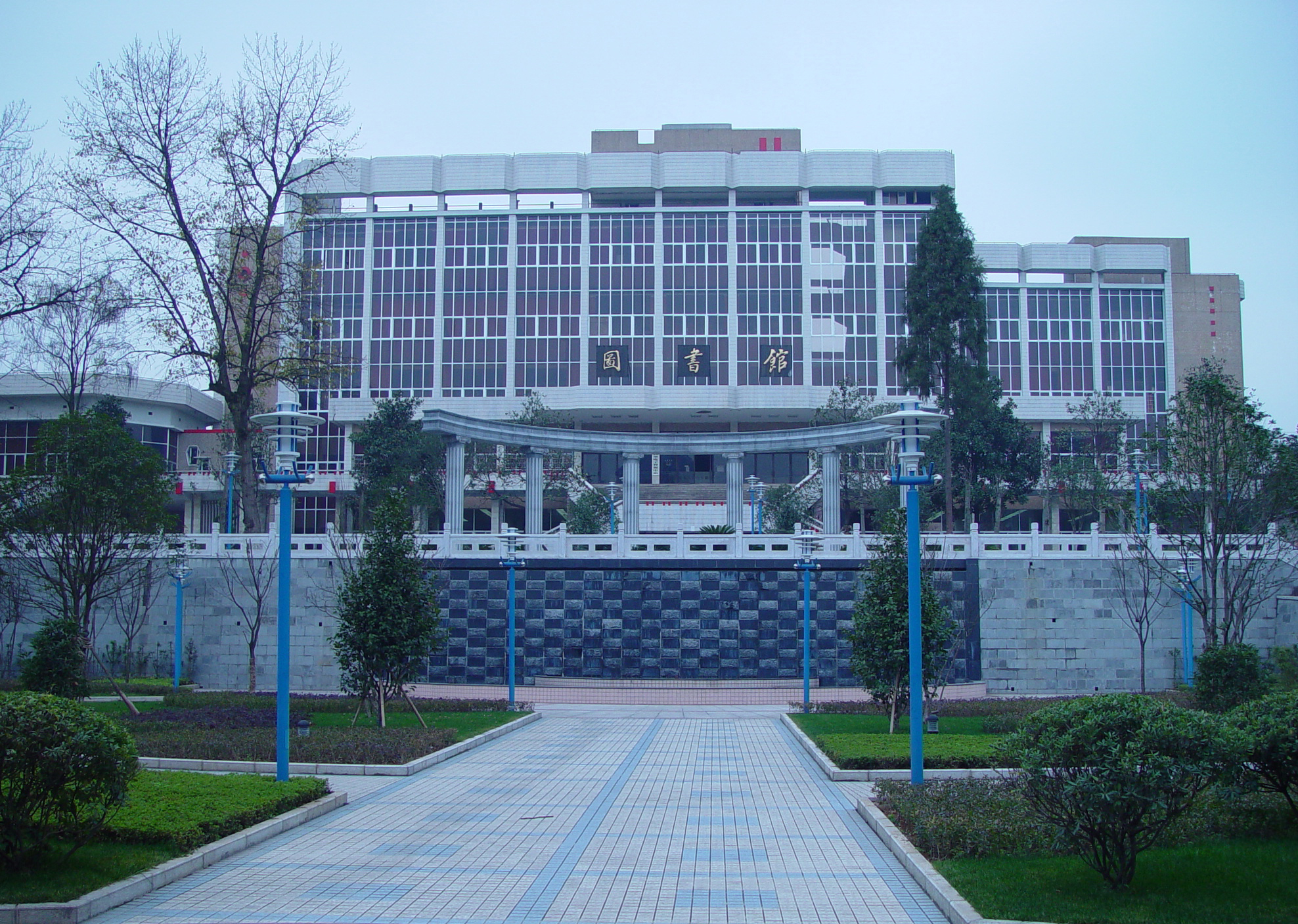
Университет Гуйчжоу

Ведущими научно-исследовательскими учреждениями провинции Гуйчжоу являются университет Гуйчжоу (Гуйян) и Медицинский университет Цзуньи (Цзуньи).
Также в провинции построен сферический радиотелескоп FAST с рекордной пятисотметровой апертурой.

### Археология
В 2016 году в районе Гуйань археологи обнаружили почти 40 пещер со стоянками эпохи палеолита и неолита. Четыре зуба из пещеры Яньхуэй в уезде Тунцзы городского округа Цзуньи датируются возрастом от 172 до 240 тыс. лет назад; возможно, это останки денисовского человека.
Летом 2017 года на территории городского округа Гуйян в карстовой местности с огромной речной сетью обнаружили останки ребёнка возрастом до двух лет, жившего ок. 11 тыс. лет назад.